# Alfred Ernle Montacute Chatfield
Admiral flote Alfred Chatfield GCB, OM, KCMG, CVO, PC, britanski admiral in plemič, * 27. september 1873, † 15. november 1967.
V letih 1933 in 1939 je bil prvi morski lord in v letih 1939–40 je bil minister za koordinacijo obrambe Združenega kraljestva.